# Jishan (köpinghuvudort i Kina, Hubei Sheng, lat 30,54, long 112,18)
Jishan (kinesiska: 纪山镇) är en köpinghuvudort i Kina. Den ligger i provinsen Hubei, i den centrala delen av landet, omkring 200 kilometer väster om provinshuvudstaden Wuhan. Antalet invånare är 23 543. Befolkningen består av 11 725 kvinnor och 11 818 män. Barn under 15 år utgör 11,0 %, vuxna 15-64 år 78 %, och äldre över 65 år 9,0 %.
Runt Jishan är det tätbefolkat, med 913 invånare per kvadratkilometer. Närmaste större samhälle är Hougang, 19,9 km öster om Jishan. Trakten runt Jishan består till största delen av jordbruksmark.
Genomsnittlig årsnederbörd är 1 247 millimeter. Den regnigaste månaden är maj, med i genomsnitt 183 mm nederbörd, och den torraste är december, med 19 mm nederbörd.